# Bloodstone & Diamonds
Bloodstone & Diamonds è l'ottavo album in studio del gruppo musicale Machine Head, pubblicato il 7 novembre 2014 dalla Roadrunner Records.

## Tracce
1. Now We Die – 7:10 (testo: Flynn – musica: Flynn, Demmel)
2. Killers & Kings – 4:32 (testo: Flynn – musica: Demmel, Flynn)
3. Ghosts Will Haunt My Bones – 6:06 (testo: Flynn, Demmel, MacEachern – musica: Flynn, Demmel, MacEachern, McClain)
4. Night of Long Knives – 6:48 (testo: Flynn – musica: Flynn)
5. Sail into the Black – 8:29 (testo: Flynn, Demmel – musica: Flynn, Demmel, McClain)
6. Eyes of the Dead – 6:25 (testo: Flynn – musica: Flynn)
7. Beneath the Silt – 4:43 (testo: Flynn – musica: Flynn)
8. In Comes the Flood – 7:22 (testo: Flynn, MacEachern – musica: Flynn)
9. Damage Inside – 3:24 (testo: Flynn – musica: McClain)
10. Game Over – 6:36 (testo: Flynn – musica: Flynn, Demmel)
11. Imaginal Cells – 3:36 (musica: Demmel, Flynn)
12. Take Me Through the Fire – 5:48 (testo: Flynn, Demmel – musica: Demmel, Flynn)

## Formazione
Gruppo
- Robb Flynn – voce, chitarra; tastiera (tracce 1, 3, 5, 8), percussioni (traccia 5)
- Jared MacEachern – basso, cori
- Phil Demmel – chitarra, cori
- Dave McClain – batteria

Ospiti
- Jordan Fish – tastiera (tracce 5, 8, 9)
- Rhys Fulber – tastiera (tracce 1, 5)
- Chad Kaltinger – archi (traccia 1)
- Eugenia Wie – archi (traccia 1)
- Kathryn Marshall – archi (traccia 1)
- Vanessa Ruotolo – archi (traccia 1)
- Rhys Fulber – percussioni (traccia 5)
- Charles Akert – archi (traccia 8)
- Ivo Bukolic – archi (traccia 8)
- Phillip Brezina – archi (traccia 8)
- Dr. Bruce Lipton – parlato (traccia 11)
- Steve Bhaerman – parlato (traccia 11)

Produzione
- Robb Flynn – produzione
- Juan Arteaga – produzione
- Colin Richardson – missaggio
- Carl Brown – missaggio
- Ted Jensen – mastering
- Marcelo Vasco – artwork
- Rafal Wechterowicz – artwork
- Travis Shinn – fotografia
- Chad Lee – fotografia
- Stephanie Cabral – fotografia